# Ciarán Power
Ciarán Power (* 8. Mai 1976 in Waterford) ist ein ehemaliger irischer Radrennfahrer.
Ciarán Power wurde 1998 irischer U23-Meister im Straßenrennen. 2000 fuhr er für das Linda McCartney Racing Team. Im Jahr darauf wechselte er zu dem französischen Radsportteam Saint-Quentin–Oktos. 2002 bis 2007 stand Power bei dem US-amerikanischen Professional Continental Team Navigators Insurance unter Vertrag. 2000 und 2004 startete Power bei Olympischen Spielen im Straßenrennen. 2004 in Athen belegte er Platz 13.
Ende der Saison 2008 beendete er seine Karriere als Berufsradfahrer.

## Erfolge
1997
- Shay Elliott Memorial

1998
- Irischer Meister – Straßenrennen (U23)
- Rás Tailteann

1999
- Tour of Ulster
- eine Etappe Ägypten-Rundfahrt

2002
- Rás Tailteann

2007
- Irischer Meister – Kriterium

2008
- East Midlands International Cicle Classic
- eine Etappe FBD Insurance RÁS

## Teams
- 1999 Comeragh CC
- 2000 Linda McCartney Racing Team
- 2001 Saint-Quentin–Oktos
- 2002 Navigators
- 2003 Navigators
- 2004 Navigators Insurance
- 2005 Navigators Insurance
- 2006 Navigators Insurance
- 2007 Navigators Insurance
- 2008 Pezula Racing Team+